# 荔枝莊碼頭
荔枝莊碼頭（英語：Lai Chi Chong Pier）位於香港新界大埔區西貢北荔枝莊，是一個小型的公眾碼頭，建於1960年代。
由於荔枝莊碼頭嚴重老化，土木工程拓展署有計劃對該碼頭進行重建，暫定工程於2021年展開，2023年完工。